# Affaire des comptes de campagne de Jean-Luc Mélenchon en 2017
Le texte peut changer fréquemment, n’est peut-être pas à jour et peut manquer de recul. 
Le titre et la description de l'acte concerné reposent sur la qualification juridique retenue lors de la rédaction de l'article et peuvent évoluer en même temps que celle-ci.
L'affaire des comptes de campagne de Jean-Luc Mélenchon en 2017  est une affaire politico-financière française ouverte en 2018, impliquant des proches de  Jean-Luc Mélenchon. Ils sont suspectés d’avoir surfacturé des prestations matérielles ou intellectuelles à l’association de campagne, dont les dépenses ont été ensuite remboursées par l’État, lors de l'élection présidentielle française de 2017.
Le député Bastien Lachaud, Marie-Pierre Oprandi la mandataire financière de Jean-Luc Mélenchon et l'association L'Ère du peuple sont mis en examen en 2021. La députée Sophia Chikirou est mise en examen en septembre 2024.

## Procédure

### Enquête préliminaire (avril 2018)
En décembre 2017, la Commission nationale des comptes de campagne et des financements politiques (CNCCFP) mentionne que 54 600 euros auraient été indument payés. Bien que la CNCCFP ait validé les comptes de campagne du candidat Jean-Luc Mélenchon, elle fait le 14 mars 2018 un signalement au parquet de Paris. Celui-ci ouvre une enquête préliminaire en avril. En septembre 2018, François Molins, procureur de Paris, indique : « les surfacturations dénoncées tendent à faire sérieusement suspecter l'existence de manœuvres délibérées destinées à tromper l'organe de contrôle aux fins d'obtenir des remboursements sans cause ».

### Mise en examen (2021)
Le député Bastien Lachaud, Marie-Pierre Oprandi la mandataire financière de Jean-Luc Mélenchon et l'association L'Ère du peuple sont mis en examen en 2021,,

### Cour d'appel de Paris (2022)
Le 16 juin 2022, la chambre de l'instruction de la cour d'appel de Paris confirme les mises en examen de l'association L'Ère du peuple, de Marie-Pierre Oprandi la mandataire financière de Jean-Luc Mélenchon et de Bastien Lachaud. Ces derniers ayant déposé des requêtes en annulation des poursuites les concernant,.

## Implications

### Bastien Lachaud

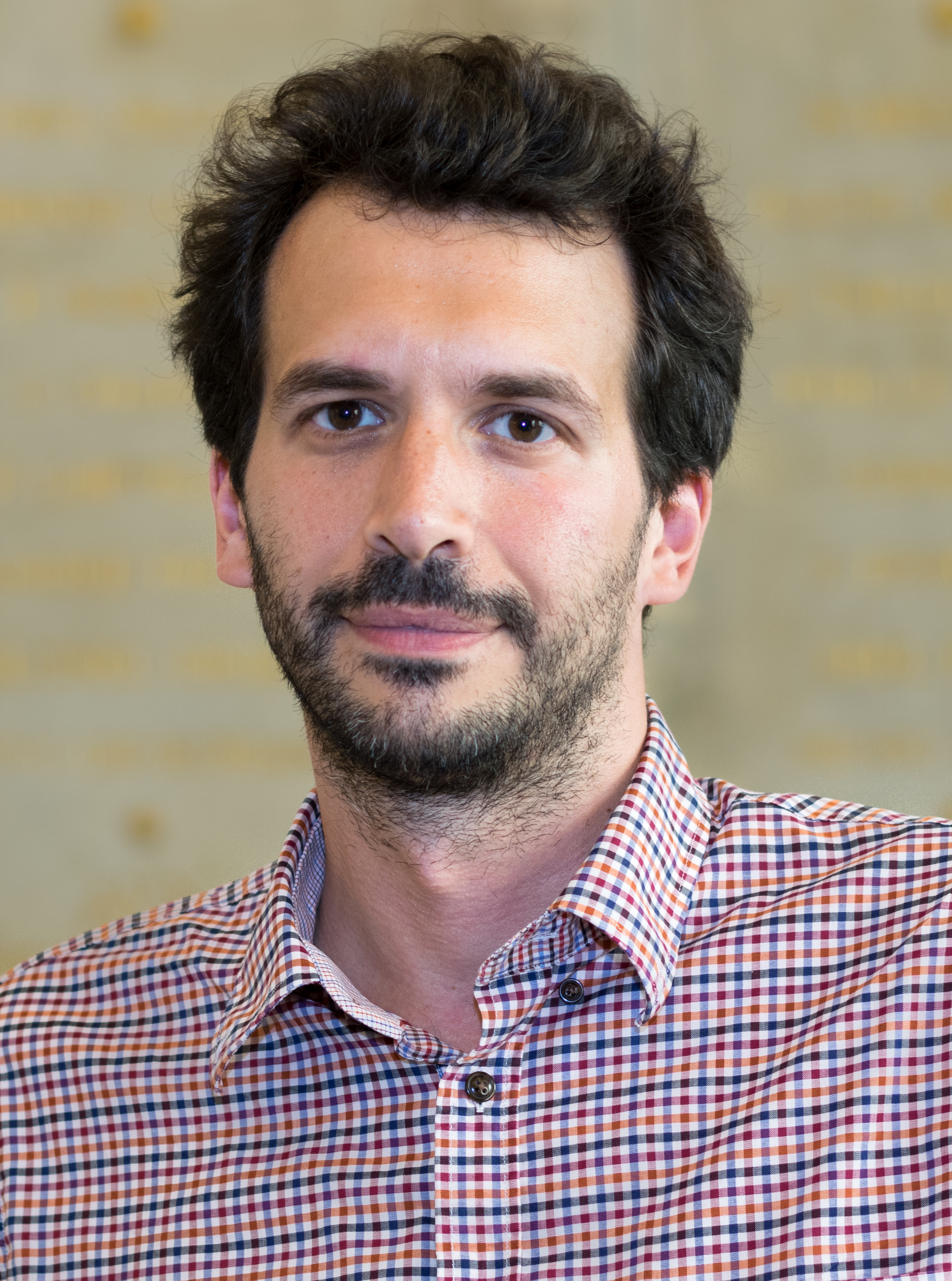
Bastien Lachaud en 2017.

Le 22 septembre 2021, Bastien Lachaud, député de La France insoumise,  est mis en examen pour « prêt illicite de main-d'œuvre, faux, escroquerie et tentative d'escroquerie » dans le cadre de l'enquête sur les comptes de campagne de Jean-Luc Mélenchon en 2017. Il était alors salarié de l'association L'Ère du Peuple, qui l'a rétribué 29 000 euros brut ; prestation qui aurait été facturée par l'association pour près de 130 000 euros à La France insoumise selon Radio France,. L'équipe de campagne est ainsi soupçonnée d'avoir surévalué auprès de la Commission des comptes de campagne les dépenses de rémunération de ses collaborateurs afin de bénéficier du remboursement de la somme majorée. Selon l'association L'Ère du Peuple et La France insoumise, le ratio d'écart entre le salaire de Bastien Lachaud et la somme facturée serait en réalité de 2,8 - et non de 4,3 comme avancé par Radio France - et correspond aux tarifs pratiqués par les agences d'intérim, où la norme est un ratio allant de 2 à 3.

### L'Ère du Peuple
Dans le cadre des enquêtes préliminaires lancées en 2018, l'association l'Ère du peuple, qui assure la logistique des rassemblements de campagne de Jean-Luc Mélenchon et lui loue du matériel informatique, est mise en examen en mars 2021 pour « prêt illicite de main-d'œuvre » (il est interdit de prêter du personnel dans un but lucratif),,. 
Le magistrat instructeur reproche à l'association l'Ère du peuple d'avoir surfacturé le travail de ses quatre salariés à l'association de financement de Jean-Luc Mélenchon à hauteur de 152 688 euros. L'association répond qu'elle a aligné sa facturation sur les prix du marché et que, dans le cas contraire, elle aurait pu être accusée de sous-facturation et donc de don déguisé à la campagne de Jean-Luc Mélenchon. Pour le magistrat, les quatre salariés de l'Ère du peuple auraient dû être rémunérés directement par la campagne,.
L'association L'Ère du peuple est de nouveau mise en examen le 3 février 2022, avec des chefs d’accusation aggravés : faux, usage de faux, escroquerie et « tentative d’escroquerie aggravée » avec notamment une différence de 66 % entre le salaire en interne de Bastien Lachaud (déjà mis en examen) et sa prestation facturée pour la campagne de Jean-Luc Mélenchon, et une différence de 59 % pour Mathilde Panot.

### Marie-Pierre Oprandi
Marie-Pierre Oprandi, née le 11 mai 1958, mandataire financière de la campagne, a été mise en examen au printemps 2021, pour des faits présumés de « prêt de main-d’œuvre illicite » et d’« usage de faux ».

### Sophia Chikirou et Mediascop
La société Mediascop (rebaptisée L’Internationale en 2019), dirigée par Sophia Chikirou, est prestataire de services pour la communication de l'équipe de campagne. En 2016, le chiffre d’affaires de Mediascop est de 162 899 euros, avec un bénéfice net de 76 550 euros, soit 47 % de marge. Au terme de la campagne, Mediascop reçoit une rémunération de 1 161 768 euros soit 11% du budget total du candidat Jean-Luc Mélenchon. 
Le 16 octobre 2018, dans le cadre de l'enquête préliminaire sur les comptes de campagne de 2017 du candidat Jean-Luc Mélenchon, une perquisition est menée par l'Office central de lutte contre la corruption et les infractions financières et fiscales au domicile de Sophia Chikirou.
Sophia Chikirou est mise en examen pour « escroquerie aggravée » et « abus de biens sociaux » en septembre 2024,.

#### Enquête de Radio-france (2018)
Le 19 octobre 2018, une investigation de Radio France relève des « facturations étonnamment élevées » de la part de la société Mediascop pour ses prestations lors de la campagne présidentielle de Jean-Luc Mélenchon. Alors que les salaires des membres du staff du candidat se situaient entre 1 500 et 3 000 euros mensuels, Sophia Chikirou facturait 10 000 euros mensuels en tant que directrice de la communication de la campagne. En plus de ces honoraires, Radio France soutient qu'elle aurait facturé de nombreuses petites prestations à des tarifs plus élevés que la moyenne, portant, sur l'ensemble des huit mois de campagne, sa facturation mensuelle autour de 15 000 euros. Son avocat, David Marais, affirme que « toutes les accusations portées contre Mediascop et Madame Chikirou sont fausses ».
Ce même jour, le 19 octobre, Sophia Chikirou est interrogée, dans le cadre d'une audition libre, par les enquêteurs, pour « escroquerie, abus de confiance, infraction à la législation des campagnes électorales et travail dissimulé ». En réaction, Jean-Luc Mélenchon apporte une « confiance totale » à Sophia Chikirou. Il considère  Mediascop comme une « petite boîte de communication, mais la plus talentueuse » et indique : « Il n’y a aucun mystère dans les activités de Mme Chikirou à notre service. Nous avons choisi la personne la plus compétente, la plus brillante ».
Le 23 octobre 2018, Sophia Chikirou se défend sur BFM-TV lors d'une interview : « il n'y a pas eu de surfacturation, Mediascop n’a pas surfacturé, il n’y a pas d’enrichissement personnel, il n’y a pas eu de détournement de fonds publics ». Cependant, la cellule investigation de Radio France maintient ses affirmations de surfacturation.

#### Rapport d'experts aux juges d’instruction
En août 2022, elle est convoquée en vue d’une possible mise en examen mais le rendez-vous est déplacé par la défense pour des raisons d’agenda . Un rapport d’expertise rendu aux juges d’instruction conclut que la rentabilité de la société Mediascop a bénéficié de façon exagérée de la campagne présidentielle de 2017, en livrant des prestations de communication d’un montant total de 1 161 000 € à l’association de financement de la campagne de Jean-Luc Mélenchon. Sophia Chikirou s'est versée plus de 135 000 € de salaires et dividendes pour dix mois de campagne (septembre 2016 à juin 2017). Bercy mentionne aussi que Sophia Chikirou a perçu 28 200 € de Jean-Luc Mélenchon, et a déposé 17 850 € en espèces sur son compte bancaire,,.

#### Enquête du Monde (2023)
Selon Le Monde, ces déplacements à l'étranger (Équateur en 2013, États-Unis et Espagne en 2016, Mexique en 2018) sont financés avec un contrat de 14 000 euros signé entre Mediascop et le député européen Jean-Luc Mélenchon, payés sur son enveloppe parlementaire. De plus, deux virements pour un total de 12 900 euros sont versés sur les comptes de Sophia Chikirou et de Mediascop par l’association Politique à gauche qui a pour objectif « la promotion et diffusion par tous les moyens des idées (…) de Jean-Luc Mélenchon ».
Pendant la campagne présidentielle de 2017, Mediascope bénéficie, à titre gratuit de locaux au sein du siège de campagne alors que Mediascope facture ses prestations. Par ailleurs, les « frais de structure » de Mediascope sont pris en charge par le siège de campagne. Sophia Chikirou facture ses interventions en tant que directrice de campagne par le biais de Mediascop, à savoir 400 euros par jour en 2016, puis 600 euros en 2017. Elle explique ce différentiel par l'embauche de personnels supplémentaires au sein de Mediascope. Il s'agit en fait d’une salariée payée au Smic et d’un stagiaire.

## Réactions au sein de LFI
En octobre 2023, à l'occasion des critiques sur le comportement de Sophia Chikirou et de la médiatisation de l'affaire des comptes de campagne de Jean-Luc Mélenchon en 2017, les élus de La France insoumise se divisent. Pour le député Hadrien Clouet : « C’est un principe, si un député du groupe fait l’objet d’accusations que l’on ne connaît pas ou d’une opération de décrédibilisation ou de diffamation, c’est normal que le groupe témoigne de sa solidarité ». Mathilde Panot, présidente du groupe La France insoumise à l'Assemblée nationale, juge les allégations avancées comme « sexistes » et « arabophobes ». Par contre d'autres membres de LFI demandent des comptes. Ainsi la députée Danielle Simonnet veut « des explications de Sophia et du mouvement » sur les accusations de surfacturation et d’enrichissement de Sophia Chikirou. Pour la députée Pascale Martin : « Aux milliers de militantes et militants bénévoles sincères, Mme Sophia Chikirou doit des explications. Les pratiques doivent changer »,.

## Affaire connexe
En avril 2021, Jean-Guy de Chalvron, rapporteur de la Commission nationale des comptes de campagne, qui avait évoqué sur BFM TV des « irrégularités » dans les dépenses de Jean-Luc Mélenchon pour l'élection présidentielle de 2017, est relaxé des poursuites en diffamation intentées contre lui par le dirigeant de La France insoumise.

## Documentaire
- Sophia Chikirou, la dame de piques des insoumis, Complément d'enquête du 5 octobre 2023 présenté par Tristan Waleckx sur France Télévisions.